# Chandler, Arizona
Chandler je grad u američkoj saveznoj državi Arizona. Prema popisu stanovništva iz 2010. u njemu je živjelo 236,123 stanovnika.